# 江刺縣
江刺縣（日语：〔〕／ Esashi ken */?）是1869年（明治二年）日本明治政府為了管理位於陸中國東部的仙台藩領、盛岡藩領之部分地區而設置的縣。在之後縣域擴張，涵蓋了現在岩手縣東部、西北部與秋田縣東北部。本條目亦描述其前身盛岡縣（日语：〔〕／ Morioka ken */?）、花卷縣（日语：〔〕／ Hanamaki ken */?）。

## 簡介
戊辰戰爭中作為奥羽越列藩同盟盟主的仙台藩在恭順、開城之後，被明治政府追究責任，將表高62萬石減封為實高28萬石。此外，作為仙台藩對抗新政府軍之先鋒的盛岡藩也受到從表高20萬石減轉封到明治政府從仙台藩沒收的白石城、13萬石等等制裁處分。
在這時，仙台藩領、盛岡藩領的一部分變成明治政府直轄的信濃松代藩、松本藩之管理地取締地，各被稱為盛岡縣、花卷縣。兩地在8個月後正式設置江刺縣予以管理。
明治4年11月2日（1871年12月13日）隨著第1次府縣整合，江刺縣分割成盛岡縣、一關縣而遭到廢除。一關縣則在經過改稱水澤縣、磐井縣之後分割編入宮城縣與岩手縣，舊江刺縣域則編入岩手縣至今。

## 沿革
- 明治元年12月7日（1869年1月19日）：仙台藩、盛岡藩內部因為明治政府追究戊辰戰爭之責任而被減封的地域成為明治政府直轄地，其中岩手郡、鹿角郡、九戶郡以及紫波郡、稗貫郡、閉伊郡的一部分為松代藩管理地，和賀郡、江刺郡、氣仙郡以及紫波郡、稗貫郡、閉伊郡三郡的剩餘部份則成為松本藩管理地。前者稱為盛岡縣，後者稱為花卷縣[1]。
- 明治2年
  - 7月22日（1869年8月29日）：岩手郡、和賀郡、紫波郡、稗貫郡重新歸給盛岡藩。
  - 8月7日（1869年9月12日）：盛岡縣的區域設置江刺縣。縣廳設於閉伊郡横田村（今岩手縣遠野市）。
  - 8月18日（1869年9月23日）：花卷縣的區域歸江刺縣管轄。
  - 11月28日（1869年12月30日）：三戶縣編入江刺縣。
- 明治4年11月2日（1871年12月13日）：由於第1次府縣統合，江刺縣被分割編為盛岡縣、一關縣，同日江刺縣遭到廢除。但是陸中國鹿角郡則移轉給秋田縣。

## 管轄地域
- 陸奥國
  - 二戶郡內：68村（原三戶縣。剩下的為斗南藩）
- 陸中國
  - 江刺郡：41村
  - 氣仙郡：24村
  - 閉伊郡：138村
  - 鹿角郡：70村（原三戶縣）
  - 和賀郡內：52村
  - 九戶郡內：11村（剩下的為八戶藩）

## 歷代知事
- 明治2年8月7日（1869年9月12日）－明治3年2月5日（1870年3月6日） ： 權知事・小笠原長清（原山口藩士）
- 明治3年2月5日（1870年3月6日）－明治3年4月28日（1870年5月28日） ： 不在
- 明治3年4月28日（1870年5月28日）－明治4年3月15日（1871年5月4日） ： 權知事・山田信道（前彈正少忠、原熊本藩士）
- 明治4年3月15日（1871年5月4日）－明治4年11月2日（1871年12月13日） ： 不在

## 脚注
1. ↑  兩者為依據明治元年12月23日（1869年2月4日）的「諸藩管理奧羽各縣暫時御規則（諸藩取締奥羽各縣当分御規則）」（法令全書通番明治元年太政官布告第1129）所設置的縣，但是明治政府並未任命權知縣事，所以在明治政府公文書中全未留下記錄，並不被認定是正式的縣。

## 關連項目
- 仙台藩
- 盛岡藩
- 石卷縣、登米縣：皆為原仙台藩領。
- 膽澤縣：原仙台藩領、盛岡藩領。
- 角田縣：原仙台藩領後來變為白石藩（原盛岡藩）領。
- 三戶縣：原盛岡藩領。
- 一關縣
- 岩手縣
- 秋田縣

| 前任者： 仙台藩的一部分 （陸中國江刺郡、氣仙郡） 盛岡藩的一部分 （陸中國和賀郡、閉伊郡）三戶縣的一部分 （陸奥國鹿角郡以及 二戶郡、九戶郡的一部分） | 行政區的變遷 1869年 - 1871年 | 繼任者： 盛岡縣 （陸中國閉伊郡、和賀郡、稗貫郡、紫波郡、岩手郡、九戶郡） 一關縣 （陸前國本吉郡、登米郡、栗原郡、玉造郡、氣仙郡） （陸中國膽澤郡、江刺郡、磐井郡） 秋田縣 （鹿角郡） |